# Marcel Dussault
Marcel Dussault (La Châtre, 14 mei 1926 - 19 september 2014) was een Frans wielrenner die tussen 1948 en 1959 beroepsrenner was. Hij nam vier keer deel aan de Ronde van Frankrijk en droeg in die wedstrijd in 1949 één dag de gele trui.

## Belangrijkste overwinningen
1948
- Parijs-Bourges

1949
- 1e etappe Tour de France
- Parijs-Bourges

1950
- 10e etappe Tour de France

1954
- 3e etappe Tour de France

## Resultaten in voornaamste wedstrijden
| Jaar | Ronde van Italië | Ronde van Frankrijk | Ronde van Spanje |
| ---- | ---------------- | ------------------- | ---------------- |
| 1949 |                  | opgave (1)          |                  |
| 1950 |                  | 31e (1)             |                  |
| 1951 |                  |                     |                  |
| 1952 |                  | opgave              |                  |
| 1953 |                  |                     |                  |
| 1954 |                  | 62e (1)             |                  |

| Jaar | Parijs-Roubaix | Parijs-Tours | Parijs-Brussel |
| ---- | -------------- | ------------ | -------------- |
| 1949 |                | 16e          |                |
| 1950 |                |              |                |
| 1951 | 52e            |              | 57e            |
| 1952 | 82e            | 13e          | Zilver         |
| 1953 |                | 53e          | 49e            |
| 1954 |                | 59e          |                |

Wielerploegen van Marcel Dussault
Andries ·
Baert ·
Bels ·
Blavier ·
Borgmans ·
Bosmans ·
Buysse ·
Claeys ·
De Backer ·
De Boever ·
De Laet ·
Demunster ·
De Pauw ·
De Pré ·
Deleye ·
Deloof ·
Demaer ·
Denys ·
Depover · 
Despeghel ·
Devoldere ·
Dewitte ·
Doom ·
Duerinckx ·
Dussault ·
Englebert ·
Ertveldt ·
Favre ·
Flecy ·
Gosselin ·
Gräser (tot 31/05) ·
Hanssen ·
Heye ·
Heyvaert ·
Hoevenaars ·
Hooberghs ·
Hubar ·
Huyskens ·
Janssen ·
Kennedy (tot 25/06) ·
Lamote ·
Laroy ·
Ledru ·
Luyten ·
Machiels (tot 05/06) ·
McLennan ·
Meuleman ·
Michiels ·
Moxhet (tot 05/05) ·
Murray ·
Noyelle ·
Nulens ·
Pascal ·
Patteeuw ·
Planckaert ·
Reyers ·
Rijckaert (tot 05/05) ·
Roman ·
Rosseel ·
Saelens ·
Schaeken ·
Schaerlaeckens ·
Schellenberg ·
Schepens ·
Schmidt ·
Soenens ·
Strehler ·
Terryn ·
Tressider ·
Truye ·
Tuytens ·
Uytterhaegen ·
Van de Wiele ·
Van Eckhoudt ·
Van den Broeck · 
Van Holsbeke ·
Van Kerckhove ·
Van Ryssel ·
Vandaele ·
Vandecaveye ·
Vandersmissen ·
Vanhoutte ·
Vanthournout ·
Van Tieghem ·
Verheyden ·
Verpaelt ·
Verplaetse ·
Volckaert ·
Wislet (tot 05/05) ·
Zen
- Bibliothèque nationale de France: cb144252802 (data)
- International Standard Name Identifier: 0000 0004 5094 3162
- Virtual International Authority File: 316736849